# Aksel Nõmmela
Aksel Nõmmela, né le 22 octobre 1994 à Tallinn, est un coureur cycliste estonien.

## Biographie
En 2018, Aksel Nõmmela court au sein de l'équipe continentale néerlandaise BEAT Cycling Club. Auteur d'une bonne saison, il remporte une course : le Grand Prix Albert Fauville, et réalise de nombreuses places d'honneur, en terminant deuxième de l'Antwerp Port Epic, troisième du PWZ Zuidenveld Tour et de la Heistse Pijl, quatrième du Ronde van Midden-Nederland, cinquième du Tour de Hollande-Septentrionale, du Circuit Mandel-Lys-Escaut et du Grand Prix Jef Scherens, sixième du Circuit du Houtland, septième du championnat d'Estonie et du Grand Prix Jean-Pierre Monseré, neuvième de la Volta Limburg Classic ou encore dixième de l'Arno Wallaard Memorial. À la fin de l'année, il signe un contrat avec l'équipe continentale professionnelle WB-Veranclassic-Aqua Protect.
Fin juillet 2019, il est présélectionné pour représenter son pays aux championnats d'Europe de cyclisme sur route. En aout, il termine huitième du Grand Prix de la ville de Zottegem.
En aout 2020, il se classe treizième de la course À travers le Hageland remportée par le coureur belge Jonas Rickaert. Il est également sélectionné pour représenter son pays aux championnats d'Europe de cyclisme sur route organisés à Plouay dans le Morbihan. Il abandonne lors de la course en ligne. Non conservé par Bingoal-WB, il se retrouve sans contrat pour la saison 2021.

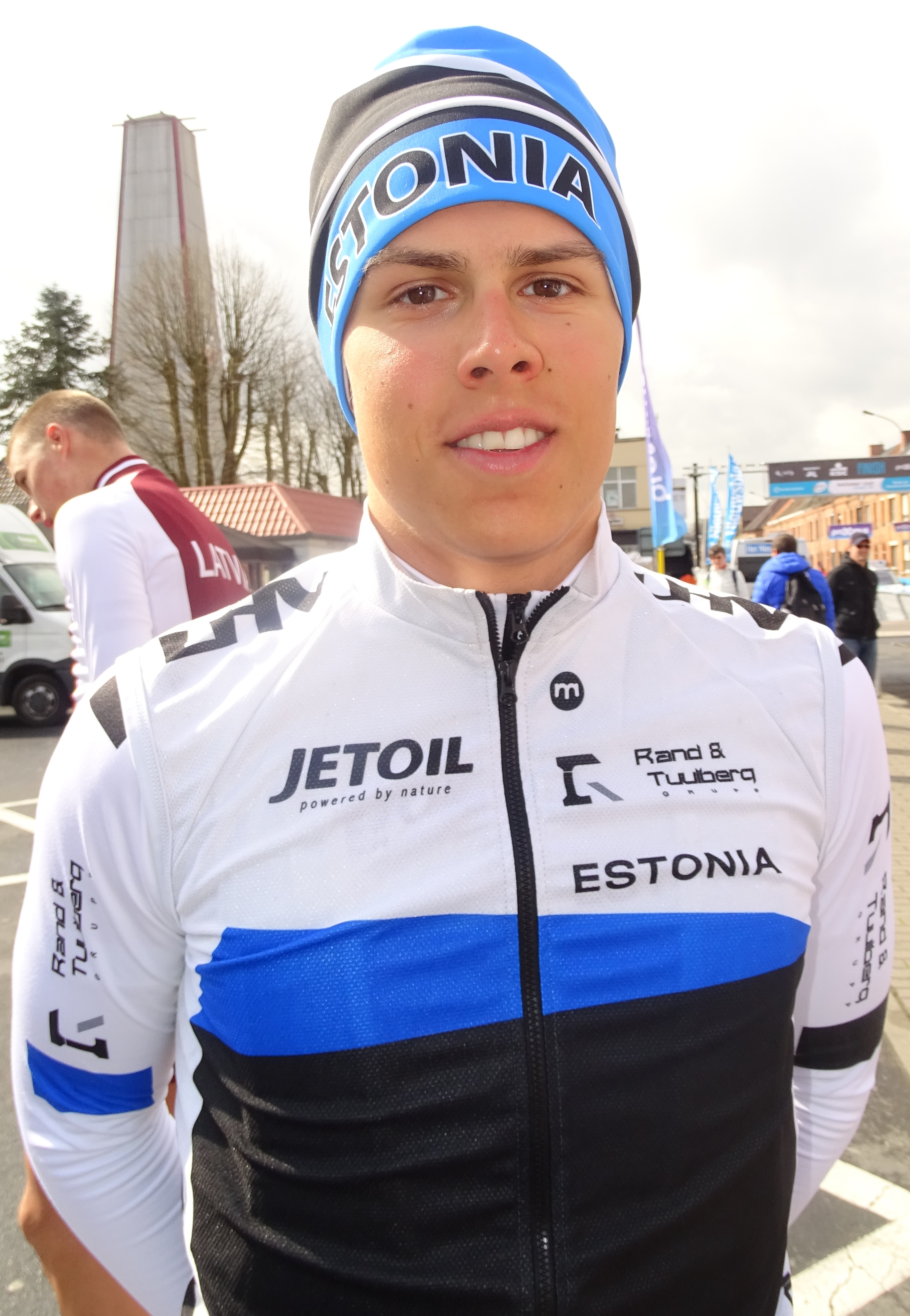
Aksel Nõmmela représentant son pays lors du Tour des Flandres espoirs 2015.
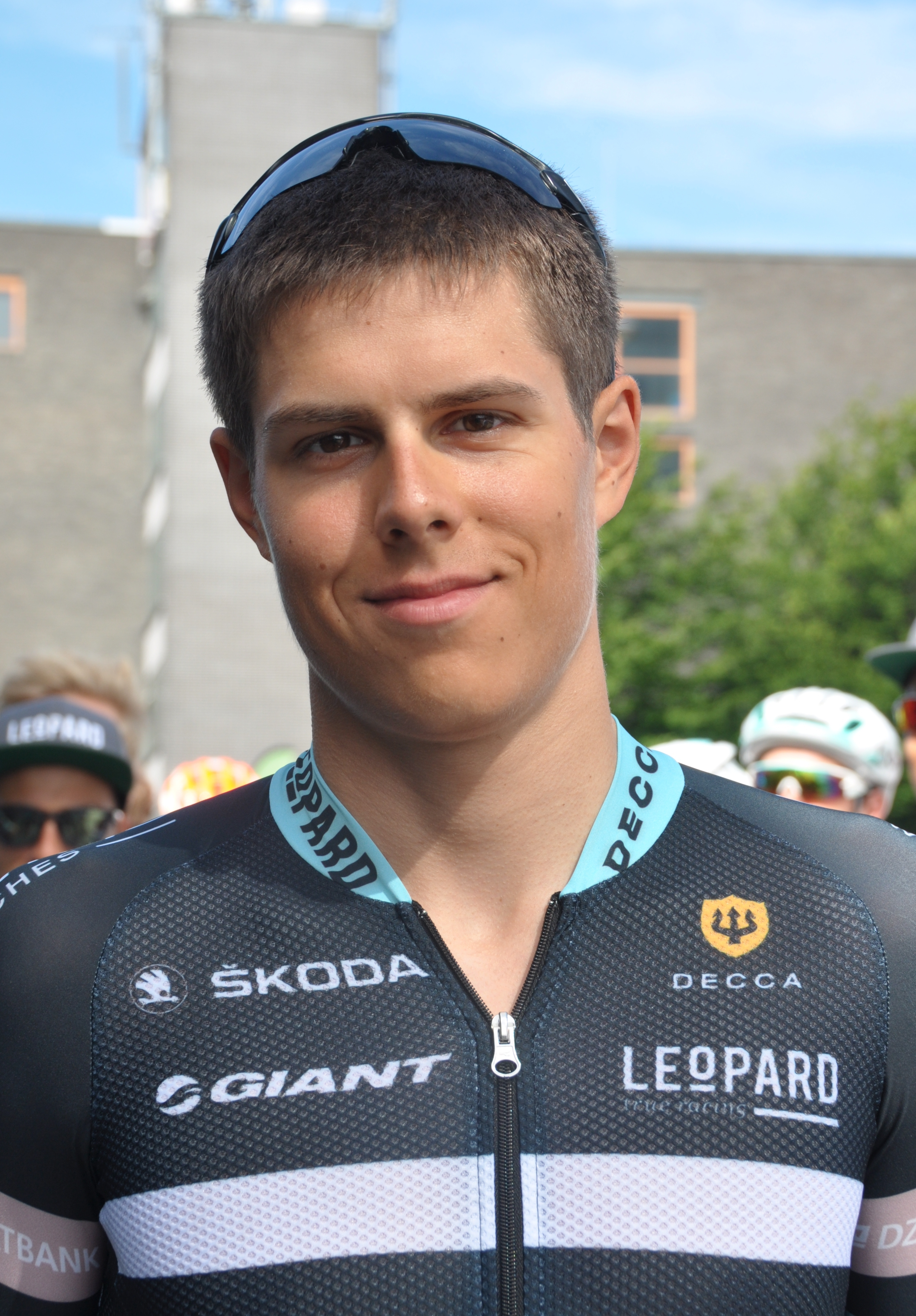
Aksel Nõmmela lors du Tour de Cologne 2017.

## Palmarès sur route
- 2011
  - 4e étape du Tour de la région de Łódź
  - 3e du championnat d'Estonie du contre-la-montre juniors
- 2012
  - 3e du championnat d'Estonie du contre-la-montre juniors
- 2015
  - 4e étape de l'Essor breton
  - 2e du championnat d'Estonie sur route espoirs
  - 3e de l'Étoile d'or
- 2016
  - 2e du championnat d'Estonie sur route espoirs
  - 8e du championnat du monde sur route espoirs
- 2017
  - 3eb étape du Triptyque des Monts et Châteaux
  - 7e du championnat d'Europe sur route
- 2018
  - Grand Prix Albert Fauville
  - 2e de l'Antwerp Port Epic
  - 3e du PWZ Zuidenveld Tour
  - 3e de la Heistse Pijl

### Classements mondiaux
| Année                                 | 2015 | 2016 | 2017 | 2018 | 2019 | 2020 |
| ------------------------------------- | ---- | ---- | ---- | ---- | ---- | ---- |
| Classement mondial                    |      | 429e | 453e | 143e | 307e | 554e |
| UCI Europe Tour                       | 511e | 349e | 241e | 32e  | 252e | 451e |
| UCI Asia Tour                         | nc   | 155e | nc   | nc   |      |      |
|                                       |      |      |      |      |      |      |
| Légende : nc = non classéSource : UCI |      |      |      |      |      |      |

## Palmarès en VTT

### Championnats d'Estonie
- 2012
  -  Champion d'Estonie de cross-country juniors